# Harold Dean (cầu thủ bóng đá)
Harold Dean (1910 – không rõ) là một cầu thủ bóng đá người Anh. Ông thường thi đấu ở vị trí ở vị trí tiền đạo. Ông sinh ra ở Hulme, Manchester, thi đấu cho Manchester United và Mossley.